# Щекун Андрій Степанович
Андрі́й Степа́нович Щеку́н (нар. 28 грудня 1973, с. Тухля, Сколівський район, Львівська область) — український журналіст, громадський діяч, видавець, головний редактор газети «Кримська світлиця».

## Життєпис
Народився 28 грудня 1973 року в селі Тухля Сколівського району Львівської області. У 1993 році закінчив Самбірське педагогічне училище, 1998-го — Сімферопольський державний університет, український філолог.
1998—2000 — вчитель української мови та літератури Бахчисарайської ЗОШ № 1.
2000—2014 — редактор кримської незалежної газети «Думка».
2003—2014 — директор Інформаційного видавничо-виробничого центру, агенції громадських та політичних новин «Медіа-Крим».
2008—2011 — в.о. директора, директор Державного Підприємства "Видавництво «Таврія».
2011—2012 — завідувач виробничої практики студентів Кримського інституту інформаційно-поліграфічних технологій Української Академії Друкарства.
2013—2015 — директор ТОВ «Український центр інформації та видавничої справи „Таврія“».
Наказом Міністерства культури України від 28 жовтня 2015 року № 780/0/17-15 Андрія Щекуна призначено на посаду генерального директора Державного підприємства «Національне газетно-журнальне видавництво». 25.04.2019 року звільнено з посади генерального директора за згодою сторін.
З 2019 — головний редактор газети «Кримська світлиця», у 2021-му редагував газету «Українське слово — Літаври».

## Громадська діяльність

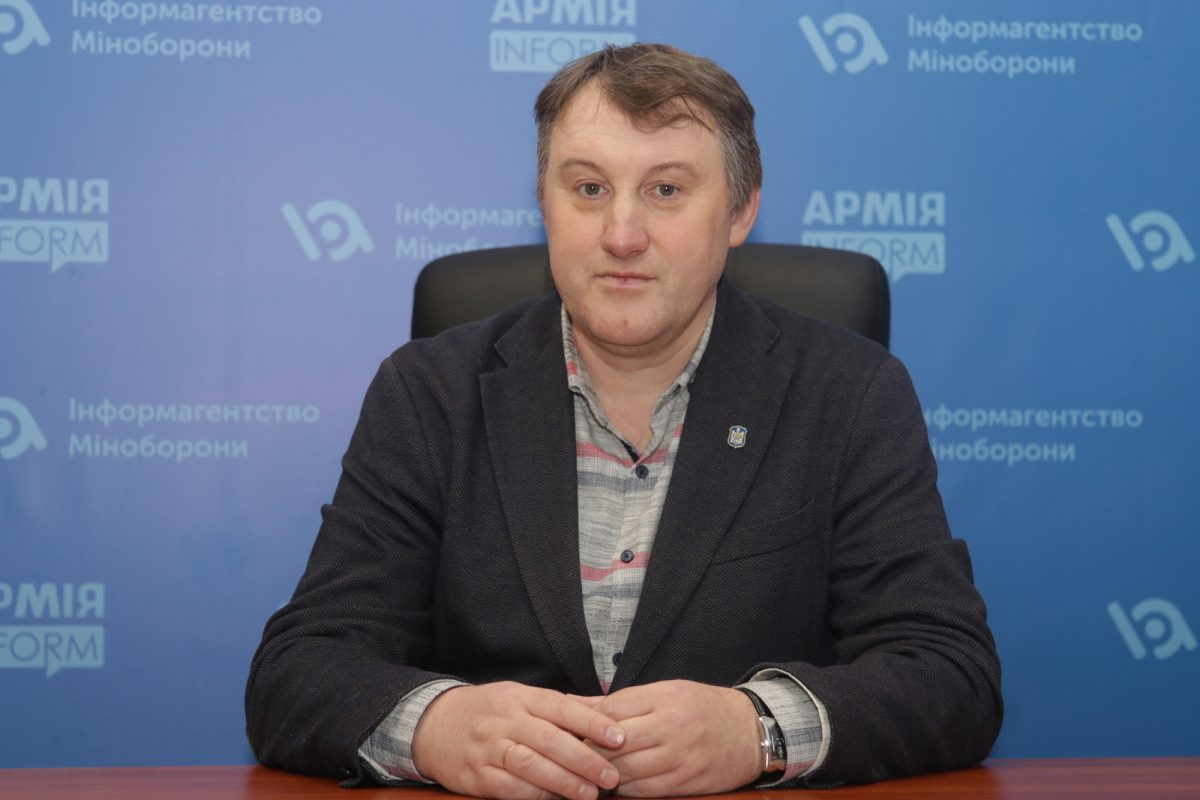
Андрій Щекун в Інформаційному агентстві «АрміяInform», січень 2022 року

1993—1996 — відповідальний секретар студентського братства «Зарево» (м. Сімферополь, АР Крим), заступник голови Сімферопольської громадської організації «Українська студентська спілка». Разом з дружиною розвивав кримський «Пласт».
1996—1999 — член Народного руху України, голова Кримської республіканської організації «Молодого Руху».
1999—2004 — член Української народної партії, заступник голови Кримської республіканської організації.
2000—2007 — голова громадської організації «Український Дім» (Бахчисарай), яка сприяла відкриттю на базі Бахчисарайської ЗОШ № 4 класів з українською мовою навчання (з 1 по 11 клас) і групи в дитячому садочку № 8.
2011—2015 — голова Кримського центру ділового та культурного співробітництва «Український дім».
2014 — на виборах до Верховної Ради — кандидат в народні депутати від партії «Сила людей», № 15 у виборчому списку. На час виборів: директор ТОВ «Український центр інформації та видавничої справи „Таврія“», член Політичної партії «Сила людей», проживає в селі Щасливе Бориспільського району Київської області.
2020 — представник Крайової Ради Українців Криму.
З 2020 року — співзасновник інтернет-проєкту «Крим — це Україна» — Всеукраїнського онлайн-банку архівних, музейних, науково-публіцистичних, просвітницьких та інформаційно-аналітичних матеріалів на підтвердження тісного зв'язку Криму з материковою Україною.

## Події 2013—2014 років
2013—2014 — координатор громадянського руху «ЄвроМайдан-Крим». Активний учасник підтримки Майдану, організатор акцій у Криму.
2 березня 2014 року в Криму для захисту інтересів місцевих етнічних українців створив Всекримську Українську Раду, до складу якої ввійшло кілька громадських організацій.
9 березня 2014 року був захоплений в полон проросійськими сепаратистами в місті Сімферополі. Перебував в полоні 11 днів. Зазнав катувань та тортур зі сторони так званих «спеців», найбільш імовірно це були представники спецслужб РФ.
20 березня 2014 року був звільнений з шістьма українцями, що також перебували у полоні сепаратистів. Відбувся обмін полоненими на підступах до села Чонгар Херсонської області, на кордоні з АР Крим. З 20 по 28 березня 2014 року перебував в Херсонській та Київській лікарнях.
2014—2016 — співкоординатор громадської спілки «Координаційна рада організацій вимушених переселенців з Криму».

## Нагороди
- Медаль «За жертовність та любов до України» УПЦ КП (2015);
- Відзнака «Свободи і Миру на всесвіт від України», що започаткована "Фундацією національно-патріотичного єднання і духовності «Лицар Доброї Волі» (2017)[4].
- Орден Святого Рівноапостольного князя Володимира Великого III ступеня УПЦ КП до Дня Гідності і Свободи (2017);
- Відзнака «Симон Петлюра. Журналістика і Державність» (2021)[5].
- Орден Архистратига Михаїла II ступеня (ПЦУ; 2021)[6]
- призначено державну стипендію імені Левка Лук'яненка (грудень 2021)[7].